# Kitzbühel
Kitzbühel középkori eredetű város Ausztriában, Tirolban a Kitzbüheli járásban található. A város a róla elnevezett járás székhelye. Területe 58,02 km², lakosainak száma 8 211 fő, népsűrűsége pedig 140 fő/km² (2014. január 1-jén). A település 762 méteres tengerszint feletti magasságban helyezkedik el.

## Fordítás
- Ez a szócikk részben vagy egészben  a   Kitzbühel című angol Wikipédia-szócikk ezen változatának fordításán alapul.  Az eredeti cikk szerkesztőit annak laptörténete sorolja fel. Ez a jelzés csupán a megfogalmazás eredetét és a szerzői jogokat jelzi, nem szolgál a cikkben szereplő információk forrásmegjelöléseként.